# Lemsell
Lemsell ist ein Ortsteil der Gemeinde Flechtingen im Landkreis Börde des deutschen Bundeslandes Sachsen-Anhalt. Der Ortsteil hatte am 31. Dezember 2014 48 Einwohner.

## Geografie
Lemsell liegt am nördlichen Rand des Flechtinger Höhenzuges drei Kilometer vom Ortskern des Hauptortes Flechtingen entfernt. Der Ort ist von drei Seiten von den Wäldern des Flechtinger Forstes umgeben, nur nach Westen öffnet sich ein waldfreies Gebiet. Lemsell liegt auf einer Höhe zwischen 94 und 99 Metern, das Gelände fällt von Süden nach Norden ab. Durch Lemsell führt die Landesstraße L 43, die den Ort mit Flechtingen und der Kreisstadt Haldensleben verbindet.

## Geschichte
Lemsell gehörte im Frühmittelalter zum Nordthüringgau. Als erster Lehnsherr ist Graf Lothar belegt. Kurz nach dem Amtsantritt des Bischofs Burchard II. von Halberstadt aus dem Adelsgeschlecht von Veltheim im Jahre 1059 brachte sich dieser in den Besitz des Lehens. In einer Goslarer Urkunde des damaligen Königs Heinrich IV. vom 5. August 1068 wird Lemsell als Lamseli gemeinsam mit Bredanstidi (Bregenstedt) und den Wüstungen aliud Bredanstidi (Klein-Bregenstedt westlich von Haldensleben), Stimpeli (Stempel bei Ivenrode westlich von Haldensleben) und Nagorit (nördlich von Emden und westlich von Haldensleben) erwähnt. Heinrich IV. schenkte Lantfried, einem Bruder von Bischof Burchard II. und von Adalgot, 44 Hufen Land an den genannten Orten im Nordthüringgau in der Grafschaft des Grafen Siegfried sowie jenseits der Ara (Ohre) im slawischen Gebiet des Markgrafen der Nordmark Lothar Udo II. Die Bitte der Schenkung wurde mit Hinweis auf die treuen Dienste des Burchard unterstützt vom Magdeburger Erzbischof Werner von Steußlingen (1063 bis 1078 im Amt), vom Bischof Eppo (Eberhard) von Naumburg (1045 bis 1079 im Amt) und vom Merseburger Bischof Werner von Wolkenburg (1063 bis 1093 im Amt), welche die Schenkung Heinrichs und seiner Gemahlin Bertha von Savoyen Seelenheil anrechneten. Deren Hochzeitsfeierlichkeiten fanden um den 13. Juli 1066 herum in Tribur nach der eigentlichen Vermählung in Würzburg statt, wobei die Ehe zu diesem Zeitpunkt unter keinem guten Stern stand und Heinrich IV. im darauffolgenden Jahr sogar ein Scheidungsverfahren anstrengte, welches vom Papst Alexander II. abschlägig beschieden wurde. Die 44 Hufen wurden von Burchard von Halberstadt bald darauf dem Kloster Ilsenburg geschenkt. Die alte Dorfstelle lag zwischenzeitlich wüst, wobei das heutige Dorf in der Nähe wieder aufgebaut wurde.
Lemsell war dann im 17. Jahrhundert ein Gut der Adelsfamilie Schenck von Flechtingen. 1820 wurde es zusammen mit Gut Hasselburg an die in Halberstadt ansässige Domherrenfamilie von Spiegel veräußert. Die Witwe des Domherren Werner Friedrich Julius Stephan von Spiegel überschrieb 1890 beide Güter ihrem Schwager, dem Kammerherrn und Landrat a. D. Eduard von Davier. Dessen Nachkommen besaßen das Gut Lemsell bis zu ihrer Enteignung durch die Bodenreform von 1945.
Bis 1680 hatte das Erzstift Magdeburg die landesherrliche Gewalt ausgeübt. Nach der Säkularisation gehörte Lemsell zum Herzogtum Magdeburg, das 1701 im Königreich Preußen aufging. Zwischen 1806 und 1813 lag der Ort im Herrschaftsbereich des napoleonischen Königreiches Westphalen unter Jérôme Bonaparte und war dem Kanton Calvörde zugeordnet. Im Zuge der preußischen Verwaltungsreform von 1815 wurde Lemsell dem Landkreis Gardelegen zugeordnet. Bis 1928 hatte der Ort den Status eines verwaltungsmäßig eigenständigen Gutsbezirks, der 1910 105 Einwohner zählte. Am 30. September 1928 wurde der Gutsbezirk Lemsell mit der Landgemeinde Hasselburg vereinigt. Am 1. Januar 1972 wurde Hasselburg in Flechtingen eingemeindet, damit kam der Ortsteil Lemsell zur Gemeinde Flechtingen.